# Droga do Singapuru
Droga do Singapuru (ang. Road to Singapore) – amerykański film z 1940 roku w reżyserii Victora Schertzingera.

## Obsada
- Bing Crosby jako Josh Mallon V
- Dorothy Lamour jako Mima
- Bob Hope jako Ace Lannigan
- Charles Coburn jako Joshua Mallon IV
- Judith Barrett jako Gloria Wycott
- Anthony Quinn jako Caesar
- Miles Mander jako sir Malcolm Drake
- Pedro Regas jako Zato
- Greta Granstedt jako Babe
- Edward Gargan jako Bill
- John Kelly jako marynarz
- Kitty Kelly jako żona marynarza
- Roger Gray jako ojciec
- Monte Blue jako arcykapłan